# Junioreuropamästerskapet i ishockey 1988
Junioreuropamästerskapet i ishockey 1988 var 1988 års upplaga av turneringen.

## Grupp A
Spelades under perioden 9-17 april 1988 i Frýdek-Místek, Vsetín, Olomouc och Prerov i Tjeckoslovakien.

### Första omgången
grupp 1
Spelades i Olomouc och Prerov.
| Lag         | Finland | Sverige | Schweiz | Rumänien | gjorda mål/insläppta mål | poäng |
| ----------- | ------- | ------- | ------- | -------- | ------------------------ | ----- |
| 1. Finland  | —       | 7-3     | 11-1    | 18-0     | 36-04                    | 6     |
| 2. Sverige  | 3-7     | —       | 9-4     | 21-0     | 33-11                    | 4     |
| 3. Schweiz  | 1-11    | 4-9     | —       | 4-2      | 09-22                    | 2     |
| 4. Rumänien | 0-18    | 0-21    | 2-4     | —        | 02-43                    | 0     |

grupp 2
Spelades i Frýdek-Místek och Vsetín
| Lag                | Sovjetunionen | Tjeckoslovakien | Norge | Polen | gjorda mål/insläppta mål | poäng |
| ------------------ | ------------- | --------------- | ----- | ----- | ------------------------ | ----- |
| 1. Sovjetunionen   | —             | 6-4             | 9-0   | 12-0  | 27-04                    | 6     |
| 2. Tjeckoslovakien | 4-6           | —               | 11-1  | 6-0   | 21-07                    | 4     |
| 3. Norge           | 0-9           | 1-11            | —     | 7-3   | 08-23                    | 2     |
| 4. Polen           | 0-12          | 0-6             | 3-7   | —     | 03-25                    | 0     |

### Andra omgången
Slutspelsserien
Spelades i Frýdek-Místek, Vsetín, Olomouc och Prerov.
| Lag                | Tjeckoslovakien | Finland | Sovjetunionen | Sverige | Norge  | Schweiz | gjorda mål/insläppta mål | poäng |
| ------------------ | --------------- | ------- | ------------- | ------- | ------ | ------- | ------------------------ | ----- |
| 1. Tjeckoslovakien | —               | 5-3     | (4-6)         | 6-2     | (11-1) | 10-1    | 36-13                    | 8     |
| 2. Finland         | 3-5             | —       | 3-2           | (7-3)   | 7-1    | (11-1)  | 31-12                    | 8     |
| 3. Sovjetunionen   | (6-4)           | 2-3     | —             | 3-3     | (9-0)  | 12-1    | 32-11                    | 7     |
| 4. Sverige         | 2-6             | (3-7)   | 3-3           | —       | 8-2    | (9-4)   | 25-22                    | 5     |
| 5. Norge           | (1-11)          | 1-7     | (0-9)         | 2-8     | —      | 11-2    | 15-37                    | 2     |
| 6. Schweiz         | 1-10            | (1-11)  | 1-12          | (4-9)   | 2-11   | —       | 09-53                    | 0     |

Match om sjunde plats
| Rumänien | 7-3 (3-1, 2-0, 2-2) Prerov | 1-6 (0-3, 0-1, 1-2) Vsetin | 3-2 straffar (1-0, 1-2, 0-0, 0-0, 1-0) Prerov | Polen |  |

Polen nedflyttade till 1989 års B-grupp.

## Priser och utmärkelser
- Poängkung  Teemu Selänne, Finland (16 poäng)
- Bästa målvakt: Henry Eskelinen, Finland
- Bästa försvarare: Sergej Zubov, Sovjetunionen
- Bästa anfallare: Petri Aaltonen, Finland

## Grupp B
Spelades under perioden 26 mars-1 april 1988 i Briançon i Frankrike.

### Första omgången
grupp 1
| Spiele           | Västtyskland | Jugoslavien | Frankrike | Nederländerna | gjorda mål/insläppta mål | poäng |
| ---------------- | ------------ | ----------- | --------- | ------------- | ------------------------ | ----- |
| 1. Västtyskland  | —            | 8-3         | 3-2       | 5-0           | 16-05                    | 6     |
| 2. Jugoslavien   | 3-8          | —           | 4-3       | 8-3           | 15-14                    | 4     |
| 3. Frankrike     | 2-3          | 3-4         | —         | 11-1          | 16-08                    | 2     |
| 4. Nederländerna | 0-5          | 3-8         | 1-11      | —             | 04-24                    | 0     |

grupp 2
| Lag               | Österrike | Danmark | Italien | Storbritannien | gjorda mål/insläppta mål | poäng |
| ----------------- | --------- | ------- | ------- | -------------- | ------------------------ | ----- |
| 1. Österrike      | —         | 5-0     | 3-0     | 9-3            | 17-03                    | 6     |
| 2. Danmark        | 0-5       | —       | 6-2     | 7-0            | 13-07                    | 4     |
| 3. Italien        | 0-3       | 2-6     | —       | 3-3            | 05-12                    | 1     |
| 4. Storbritannien | 3-9       | 0-7     | 3-3     | —              | 06-19                    | 1     |

### Andra omgången
Uppflyttningsserien
| Lag             | Västtyskland | Österrike | Jugoslavien | Danmark | gjorda mål/insläppta mål | poäng |
| --------------- | ------------ | --------- | ----------- | ------- | ------------------------ | ----- |
| 1. Västtyskland | —            | 5-1       | (8-3)       | 6-0     | 19-04                    | 6     |
| 2. Österrike    | 1-5          | —         | 2-2         | (5-0)   | 08-07                    | 3     |
| 3. Jugoslavien  | (3-8)        | 2-2       | —           | 5-3     | 10-13                    | 3     |
| 4. Danmark      | 0-6          | (0-5)     | 3-5         | —       | 03-16                    | 0     |

Nedflyttningsserien
| Lag               | Italien | Frankrike | Nederländerna | Storbritannien | gjorda mål/insläppta mål | poäng |
| ----------------- | ------- | --------- | ------------- | -------------- | ------------------------ | ----- |
| 1. Italien        | —       | 5-3       | 9-6           | (3-3)          | 17-12                    | 5     |
| 2. Frankrike      | 3-5     | —         | (11-1)        | 8-6            | 22-12                    | 4     |
| 3. Nederländerna  | 6-9     | (1-11)    | —             | 7-2            | 14-22                    | 2     |
| 4. Storbritannien | (3-3)   | 6-8       | 2-7           | —              | 11-18                    | 1     |

Västtyskland uppflyttade till 1989 års A-grupp. Storbritannien nedflyttade till 1989 års C-grupp.

## Grupp C
Spelades under perioden 6-9 april 1988 i San Sebastián i Spanien.
| Lag          | Bulgarien | Spanien | Ungern | Belgien | gjorda mål/insläppta mål | poäng |
| ------------ | --------- | ------- | ------ | ------- | ------------------------ | ----- |
| 1. Bulgarien | —         | 2-1     | 4-0    | 9-4     | 15-05                    | 6     |
| 2. Spanien   | 1-2       | —       | 6-5    | 15-4    | 22-11                    | 4     |
| 3. Ungern    | 0-4       | 5-6     | —      | 9-1     | 14-11                    | 2     |
| 4. Belgien   | 4-9       | 4-15    | 1-9    | —       | 09-33                    | 0     |

Bulgarien uppflyttade till 1989 års B-grupp.

### Fotnoter
1. ↑  ”Championnat d'Europe 1988 des moins de 18 ans” (på franska). Hockeyarchives. 15 mars 1988. http://www.passionhockey.com/hockeyarchives/U-18_1988.htm. Läst 30 november 2014.